# كوري إنجلش
كوري إنجلش (بالإنجليزية: Corri English)‏ مواليد 10 مايو 1978، هي ممثلة أمريكية بدأت مسيرتها الفنية عام 1990م.

## وصلات خارجية
- كوري إنجلش على موقع IMDb (الإنجليزية)
- كوري إنجلش على موقع ألو سيني (الفرنسية)
- كوري إنجلش على موقع أول موفي (الإنجليزية)
- كوري إنجلش على موقع قاعدة بيانات الفيلم (الإنجليزية)
- كوري إنجلش على موقع كينوبويسك (الروسية)